# L7 (groupe)
Pour les articles homonymes, voir L7.
Ne doit pas être confondu avec LZ7 ou L5 (groupe).
L7 est un groupe féminin américain de rock, originaire de Los Angeles, en Californie. Il est associé aux mouvements grunge et riot grrrl, et actif entre 1985 et 2001. Les L7 annoncent se reformer en 2014 et entament une « reunion tour » l’année suivante. Un nouveau single apparaît en 2017, suivi peu de temps après par un documentaire retraçant les jeunes années du groupe ainsi qu'une tournée mondiale. En mai 2019, L7 publie Scatter The Rats, son premier album depuis 20 ans.

## Historique

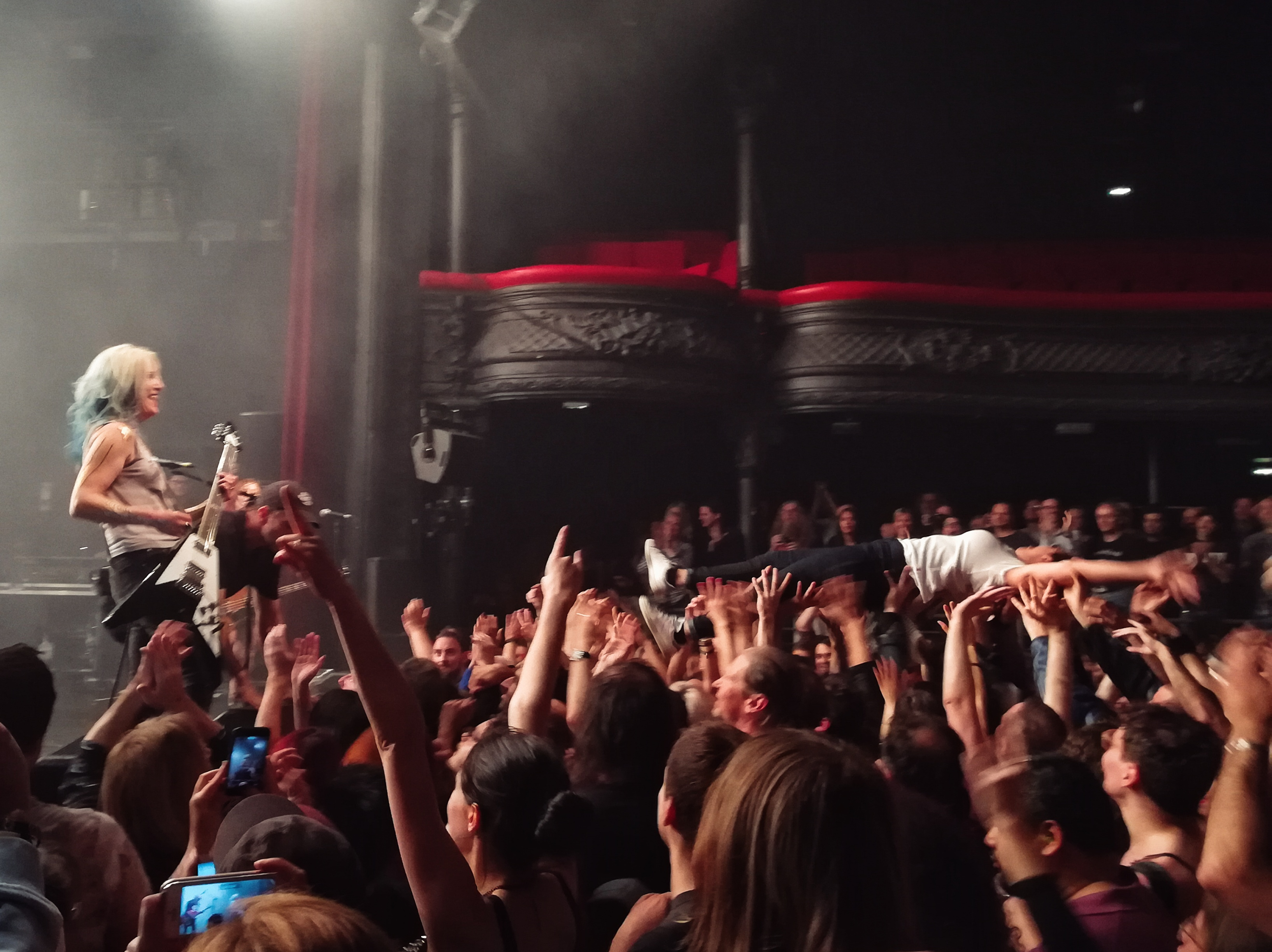
Représentation du groupe L7 au Bataclan en 2018

L7 est formé en 1985 à Los Angeles par Donita Sparks et Suzi Gardner. Le groupe sort son premier album homonyme en 1988, au label Epitaph Records. Smell The Magic, le deuxième album du groupe, sort en 1990, au label Sub Pop. En 1991, le groupe fonde Rock For Choice, une association « pro-choix », c'est-à-dire soutenant le droit des femmes à l'avortement. Cette initiative est soutenue par d'autres groupes de l'époque, comme Nirvana, Pearl Jam, Red Hot Chili Peppers ou Rage Against the Machine. Rock for Choice, élue association féministe de l'année en 1993, organisera des concerts de bienfaisance jusqu'en 2004, année de la mort de son principal promoteur, Rick Van Santen.
En 1992, L7 publie l'album Bricks are Heavy qui se vend à environ 225 000 exemplaires. Produit par Butch Vig, l'album contient le titre Pretend We're Dead qui devient un hit, aidé par un vidéo-clip multidiffusé sur MTV. Le titre reste vingt semaines dans le classement Alternative Songs du Billboard.
Le groupe est également connu pour les frasques de Donita Sparks, par exemple sur la scène du festival de Reading, en 1992, où, en réponse aux projectiles que le public jette sur le groupe, elle lance son tampon usagé dans la foule. La chanteuse se distingue également en exhibant ses poils pubiens pendant l'émission The Word sur Channel 4, chaîne britannique. En 1994, le groupe apparaît dans le film Serial Mother (Serial Mom), de John Waters, et une affiche du groupe est visible dans le film Urban Legend (1998).
La bassiste, Jennifer Finch, quitte le groupe courant 1996, avant la sortie d'un cinquième album, intitulé The Beauty Process: Triple Platinum. Elle est remplacée successivement par Gail Greenwood et Janis Tanaka. Slap-Happy sort en 1999, sans connaître le succès des albums précédents. Au début des années 2000, le site officiel de L7 indique que le groupe est en pause ; la chanteuse Donita Sparks et la bassiste Jennifer Finch s'étant investies dans d'autres projets musicaux : The Stellar Moments pour Donita Sparks, Other Star People et The Shocker pour Jennifer Finch.
Le 10 décembre 2014, L7 annonce, sur sa page Facebook, que le groupe dans sa composition d'origine, Donita Sparks, Suzi Gardner, Jennifer Finch et Demetra Plakas pourrait se réunir. Dans cette optique, le site web est remanié et inclut une liste de diffusion pour les fans. Le 23 janvier 2015, le groupe est listé dans la programmation du 10e Hellfest, en juin 2015, à Clisson (Loire-Atlantique). Le 17 juin 2015, trois jours avant leur passage au Hellfest, L7 donne son 1er concert sur le sol Français depuis près de 15 ans lors d'une soirée mémorable au Bataclan quelques mois seulement avant l'attentat, et affiche sold out.
Un documentaire est réalisé sur le groupe, largement financé par Kickstarter. Le film documentaire "L7: Pretend We're Dead", réalisé par Sarah Price, est présenté pour la première fois en avant première à Los Angeles à la fin de l'année 2016. Ce documentaire sera édité en 2017 avec une version deluxe (DVD et Blu-ray) chez Blue Hats Creative. Le 29 septembre 2017, et ce après 18 ans d'absence, L7 sort un nouveau titre Dispatch from Mar-a-Lago chez le label Don Giovanni Records suivi de I Came Back To Bitch l'année suivante.
En avril 2018, après avoir annoncé une tournée mondiale en Amérique du Nord et en Europe passant notamment à Paris à La Cigale, le groupe annonce son intention d'enregistrer un septième album studio via PledgeMusic, dont la sortie est prévue pour 2019. L7 publie le 28 février 2019 le premier extrait de son premier album depuis 20 ans, Burn Baby. Ce nouvel album s'intitule Scatter The Rats et est sorti le 3 mai 2019 sur le label Blackheart Records de Joan Jett.

## Membres

### Membres actuels
- Donita Sparks – chant, guitare (1985–2001, depuis 2014)
- Suzi Gardner – guitare, chant (1985–2001, depuis 2014)
- Jennifer Finch – basse, chant (1987–1996, depuis 2014)
- Demetra Plakas – batterie, chant (1988–2001, depuis 2014)

### Anciens membres
- Janis Tanaka – basse (1999–2001)
- Greta Brinkman – basse (1996)
- Gail Greenwood – basse, chant (1996–1999)
- Roy Koutsky – batterie (1987–1988)
- Anne Anderson – batterie (1988)

## Discographie

### Albums studio
- 1988 : L7
- 1990 : Smell The Magic
- 1992 : Bricks Are Heavy
- 1994 : Hungry For Stink
- 1997 : The Beauty Process: Triple Platinum
- 1999 : Slap-Happy
- 2019 : Scatter the Rats

### Compilations et albums live
- 1998 : Live: Omaha to Osaka
- 2000 : The Best of the Slash Years
- 2014 : Hollywood Palladium
- 2016 : Wireless
- 2021 : Wargasm: The Slash Years 1992-1997 (inclus les 3 albums studio + titres bonus essentiellement les faces B)

### EPs et singles
- 1990 : Shove
- 1992 : Pretend We're Dead
- 1992 : Everglade
- 1992 : Monster
- 1994 : Andres
- 1997 : Drama
- 1997 : Off the Wagon
- 1999 : Freeway
- 1999 : Mantra Down
- 2017 : Dispatch from Mar-a-Lago
- 2018 : I Came Back To Bitch
- 2019 : Burn Baby

### DVD et Blu-ray
- 2017 : L7 - Pretend We're Dead (Blue Hats Creative)